# Stanisław Kałużyński (ekonomista)

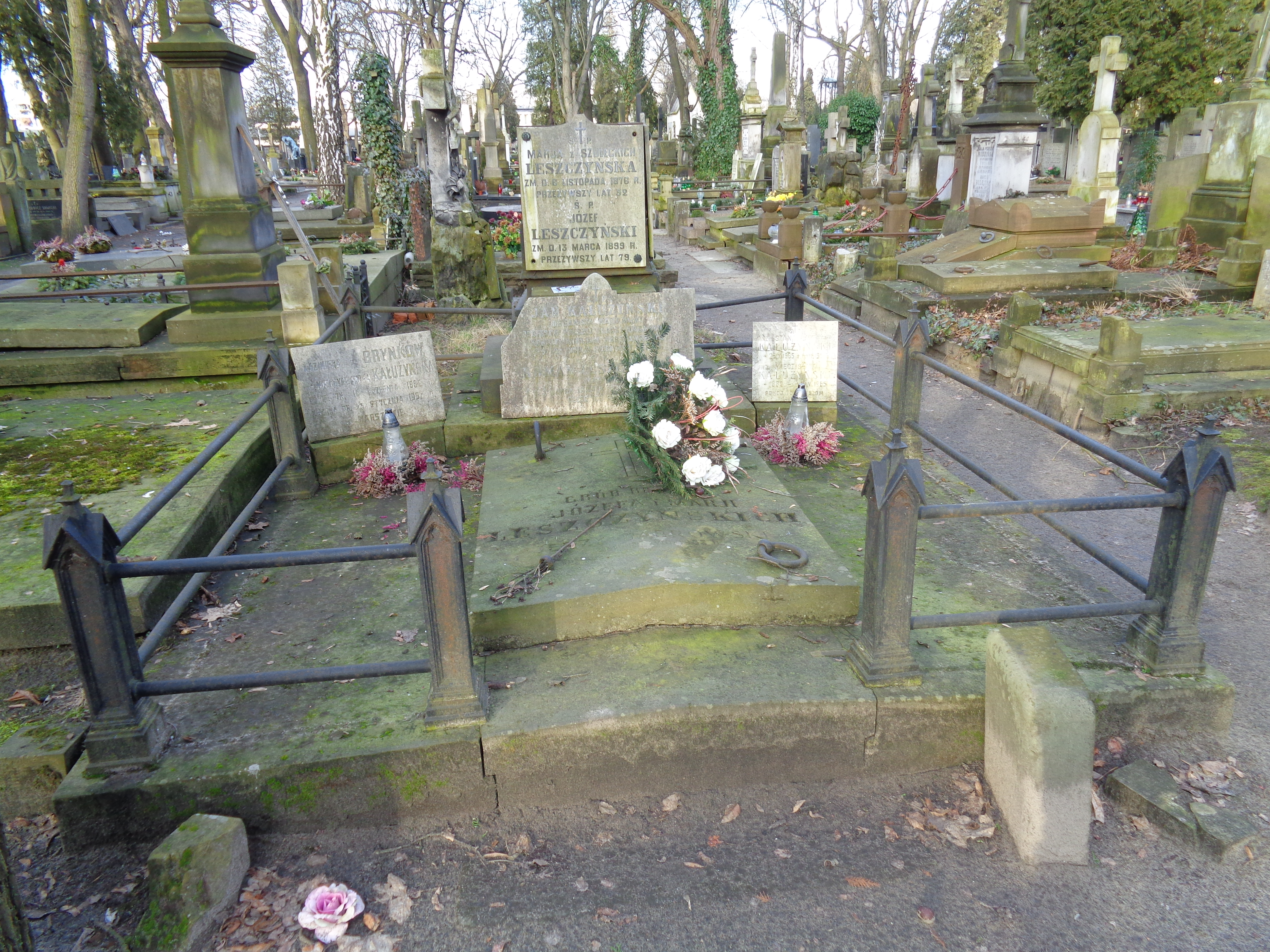
Grób Stanisława Kałużyńkiego na cmentarzu Powązkowskim

Stanisław Kałużyński (ur. 26 października 1885, zm. 1 lipca 1957) – polski ekonomista rolnictwa.
Syn Jana Kałużyńskiego i Karoliny z Leszczyńskich. Studiował na Wydziale Rolniczo-Lasowym Akademii Rolniczej w Dublanach oraz na Wydziale Chemii Technicznej Politechniki Lwowskiej. Następnie pracował jako nauczyciel w szkołach rolniczych, w 1945 wyjechał do Cieszyna, gdzie otrzymał stanowisko profesora w Wyższej Szkole Gospodarstwa Wiejskiego. Powierzono mu stanowisko kierownika Katedry Ekonomiki Rolnictwa i Organizacji Gospodarstw, był też dziekanem Wydziału Rolniczego. Po likwidacji uczelni w 1950 przeszedł na emeryturę, zmarł siedem lat później. 
Spoczywa na cmentarzu Powązkowskim w Warszawie (kw. 47, rząd 5, miejsce 29).